# 王談
王谈（？—？），中国东晋吴兴郡乌程县（今浙江省湖州市吴兴区南）人。
王谈十岁时，父亲被邻人窦度所杀，八年後，杀他十八岁，父为所杀。谈暗中买了一把利锸伺机杀死窦度，向官府投案。太守孔岩以其孝勇，赦免其罪。晋安帝元兴三年（404年）举孝廉，不应。在家中去世。